# Liste der Naturdenkmale in Oberöfflingen
Die Liste der Naturdenkmale in Oberöfflingen nennt die im Gemeindegebiet von Oberöfflingen ausgewiesenen Naturdenkmale (Stand 11. März 2024).

## Naturdenkmale
| Nr.         | Bezeichnung | Lage                                                               | Beschreibung    | Bild                                    |
| ----------- | ----------- | ------------------------------------------------------------------ | --------------- | --------------------------------------- |
| ND-7231-427 | Eiche       | westlich des Ortes; Abteilung In Bederei beilseit Trummesaier Lage | Quercus petraea | Direkt Bild zu diesem Denkmal hochladen |